# Heinrich Schriefer
Heinrich Schriefer (* 22. Januar 1847 in Schlußdorf bei Worpswede; † 22. Dezember 1912 in Kassebruch (Hagen im Bremischen)) war ein plattdeutscher Autor.
Schriefer wurde 1847 als Sohn eines Torfbauern in Schlußdorf im Teufelsmoor geboren. Er war am Lehrerseminar in Stade und wurde dann Schulmeister in Sottrum. Von 1867 bis 1874 war er Schulmeister in Otterstein und seit 1877 in Kassebruch. Dort starb er 1912.
1892 veröffentlichte Schriefer Aus dem Moor, einen Band mit plattdeutschen Erzählungen und Gedichten. 1907 brachte er Worpsweder Bilder. Aus dem alten und neuen Teufelsmoor heraus. 1901 erschien dann mit Hagen und Stotel - die Geschichte beider Ämter ein weiteres Werk zur Heimatgeschichte, das 2011 überarbeitet in 3. Auflage noch einmal vom Heimatverein der Burg zu Hagen veröffentlicht wurde.
In Kassebruch ist die Heinrich-Schriefer-Straße nach ihm benannt.

## Werke
Plattdeutsch:
- Aus dem Düwelsmoor : Skizzen und Gedichte. Schulze, Oldenburg 1878
- Aus dem Moor. Band 1. Der rothe Gerd und andere Geschichten. M. Heinsius Nachf., Bremen 1892

Hochdeutsch: 
- Hagen und Stotel. Die Geschichte beider Ämter. A. Schultz, Geestemünde 1901